# Tutira
Tutira est une localité de la Hawke's Bay dans l'Île du Nord, en Nouvelle-Zélande.

## Situation
La ville est localisée dans l’est de l'Île du Nord. Elle siège sur le trajet de la route State Highway 2 (en) à 30 kilomètres au nord de la localité de Whirinaki.